# Aigremont (Gard)
Aigremont è un comune francese di 678 abitanti situato nel dipartimento del Gard, nella regione dell'Occitania.

## Società

### Evoluzione demografica
Abitanti censiti